# Cryptanthus microglazioui
Cryptanthus microglazioui är en gräsväxtart som beskrevs av Ivón Mercedes Ramírez Morillo. Cryptanthus microglazioui ingår i släktet Cryptanthus, och familjen Bromeliaceae. Inga underarter finns listade i Catalogue of Life.

## Bildgalleri

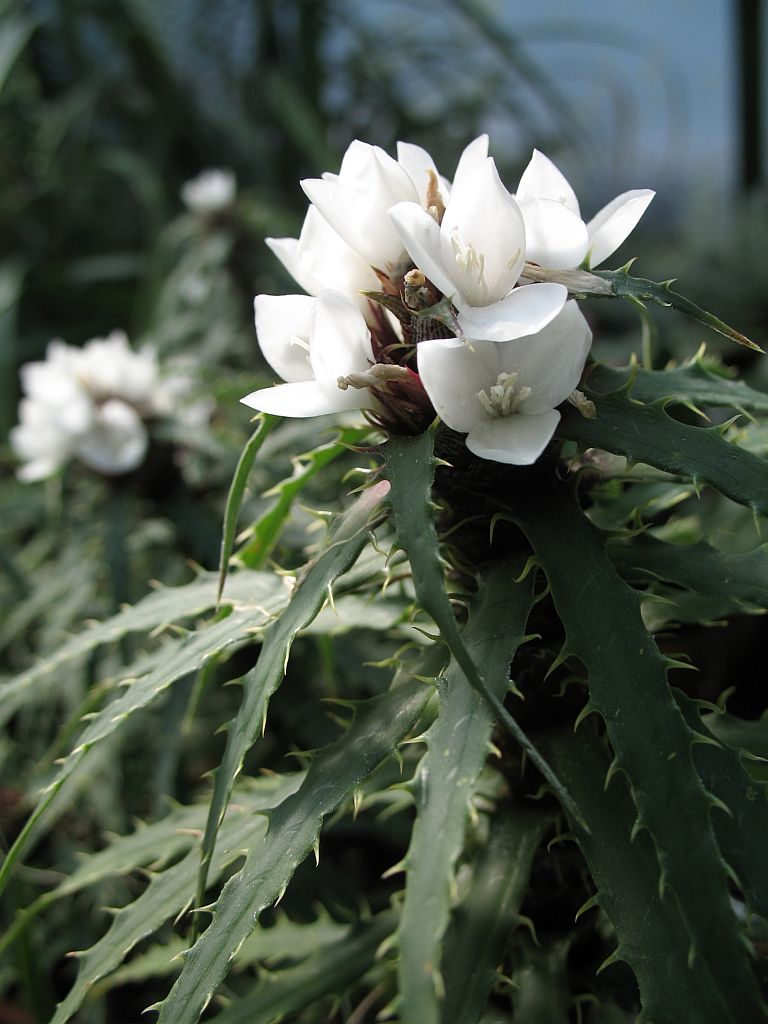
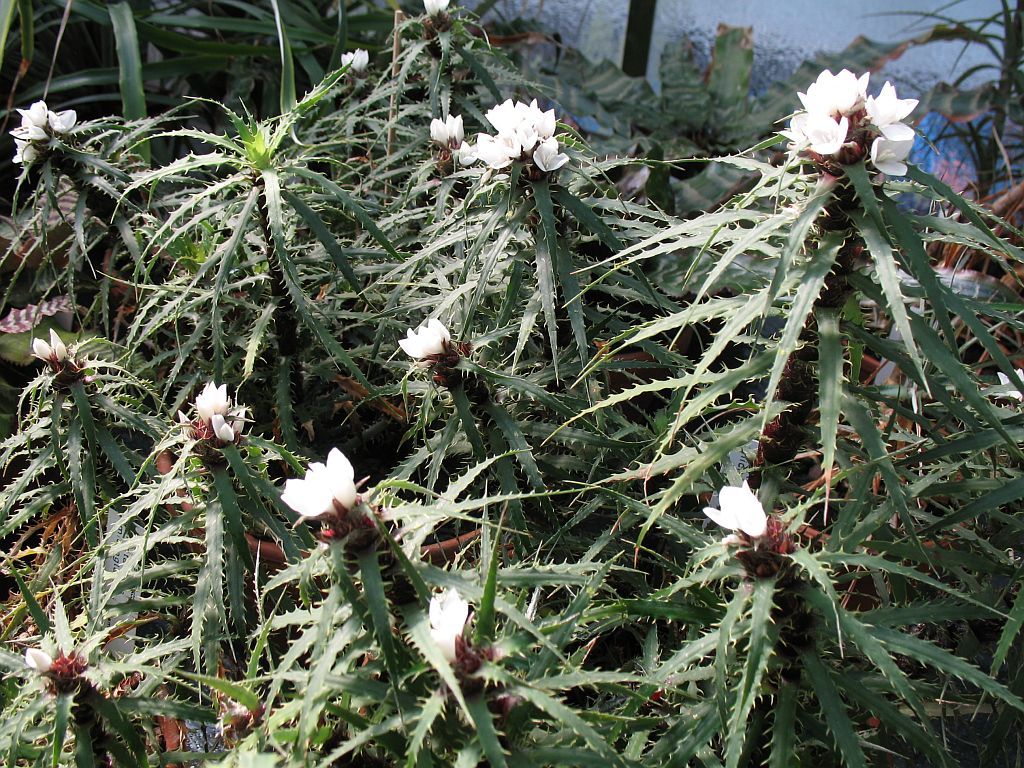